# 希少疾患
希少疾患（きしょうしっかん、英: Rare Disease、RD）は、患者数の小さな疾患の総称である。希少難病、稀少疾患とも記される。生活習慣病や感染症の多くを含む「普通の病気」（コモンディジーズ）の対義であり、コモンディジーズが一般人口を対象とするのに対し、希少疾患は人口10万人に対して患者が何人という単位で罹患率を表す。
ヨーロッパの希少疾患の患者会の連合組織であるen:European Organisation for Rare Diseases（EURORDIS）によると、希少疾患のおよそ80%が遺伝性である。ただし、ここで遺伝性とは、必ずしも親子で遺伝したことを意味せず、子で初めて罹患したものを含む。ヨーロッパでの2000人に1人（10万人に50人）未満の罹患率の疾患を希少疾患とみなすという基準で数えると、6000疾患を超える希少疾患が存在し、欧州連合（EU）全体で合計3千万人が希少疾患に罹患していると述べられている。世界では7000種、3億人（内、半数は小児・乳幼児）の患者がいるとされる。日本の国立精神・神経医療研究センター理事長・総長の水沢英洋によると、遺伝性疾患は2019年11月時点で9000以上報告されており、このうち約6000は原因遺伝子が解明されている。命名されていない「未診断疾患」も存在する。

## 定義
希少疾患の定義として、任本では患者数が日本国内で5万人未満の疾病となっている。治療法があるかどうかとは関係がない。外国を見ると、どこまで患者数の大きいものまで数えるかという基準によって、ヨーロッパとアメリカ合衆国（米国）で異なっており、米国ではen:Rare Diseases Act of 2002に基づいて、米国全土で患者数が20万人未満の疾患を希少疾患とみなす。これは人口比でおよそ0.06%であり、ヨーロッパの基準では人口比でおよそ0.05%であるため、ヨーロッパよりも米国の方が希少疾患の範囲が幅広い。
日本の場合には、似たような疾患群に対して難病、難治性疾患という呼称もあるが、こちらは「難」という文字が表す通り、希少性よりも治療法が確立しているかといった医療行政上の疾患区分として導入が進んだため、米国やヨーロッパのような一律で単純な基準ではない。その一方で特定疾患の研究中心の制度を引き継ぐ形で助成のために法制度化された難病法により、指定をうけた疾患に対しては一律で系統的な助成が行われるようになり、こういった一律な制度が国の単位で実施されているのは事実上世界中で日本だけである。ただ、その対象人口は決して大きくなく、EURORDISにより希少疾患全体のEUでの人口比が6〜8%と述べられているのに対し、難病法の対象人口の150万人は人口比およそ1%である。
難病のうち、患者数の小さな疾患の困難さを強調して希少難病と呼ばれることがある。希少難病の厳密な定義は存在しないものの、日本語では頻繁に、欧米の報道における希少疾患を日本の難病という概念と整合させて翻訳した結果、希少疾患の代わりに希少難病と呼ばれる。
関連する用語として、希少疾病（きしょうしっぺい）は、日本の薬事法で希少疾病用医薬品の対象となる疾患の総称である。日本全土で患者数が5万人未満の疾患という基準により、欧米の希少疾患と同様に国の単位で一律の基準ではあるが、人口比でおよそ0.04%であるため、ヨーロッパの希少疾患の基準よりもさらに狭い。希少疾病用医薬品のことを、英語では放置された孤児を意味するオーファンという表現によりオーファンドラッグと呼称するため、その対象疾患もオーファンディジーズと呼ばれることがあるが、欧米でいう希少疾患とオーファンディジーズの違いは、患者数の小ささを表現するか、医療制度の中で見捨てられていることを表現するかであり、ほぼ同じである。希少疾病について言及した者が、日本の希少疾病の対象範囲が、欧米の希少疾患の対象範囲よりも狭いことに着目し、狭義に考えていれば、希少疾病は欧米の希少疾患と区別され、そうではなく広義にとらえれば同義である。
こういった事情から、希少疾患についての世界共通の一律の基準は存在せず、国や制度によって解釈が多少異なるのが実情である。ヨーロッパと米国の基準は似ているが、日本の難病は重症度の評価を含んで指定する方式であるため狭く、日本での希少疾患という概念は厳密さを必要とする場合、ヨーロッパか米国のどちらかに準じる必要がある。
稀少疾患と、頭の一文字が異なって表記されることがあるが、wikt:稀とwikt:希は同義字の関係であり、稀少疾患と希少疾患も同義である。希は常用漢字一覧に含まれ、稀は人名用漢字一覧に含まれる。

欧米の希少疾患の概念が、日本の難病を完全に含むわけではない。特に複雑な例として、ダウン症候群があげられる。ダウン症候群は難病法の対象疾患であり難病に含まれるが、日本においてはかつて患者数の小ささから希少疾患であったが、その同時期に、米国では患者数が大きく希少疾患ではなかった。
しかし、高齢妊娠の増加により年々患者数が増したことで、日本においても、希少疾患の基準を外れつつある。しかし、もしも新型出生前診断が普及すれば、患者数は減少へと転じるものと予測され、いずれ再び希少疾患としての希少性の条件を満たすと予測される。このように、国や制度により希少疾患の基準が異なるだけでなく、時代や人為的な影響で特定の疾患について患者数が変動し、希少疾患の条件を満たすかどうかが変わりうる。

## 特徴
希少疾患は、通常は遺伝性であり、それゆえに通常は一生を患う慢性疾患である。en:EURORDISによると、希少疾患のうち遺伝性疾患の割合は80%である。遺伝子変異によるタンパク質異状により免疫・代謝・神経伝達等に異常を来たすことによって起きているケースが多いと考えられる。2025年、現状では多くに治療法がない。残りは、稀な種類の感染症、稀な種類の免疫疾患、稀な種類のがんなどが含まれる。ただし、希少疾患の種類はあまりにも多く、例外が多いこともまた希少疾患の特徴である。
小児、特に新生児の患者、患児の重症度は深刻なことが多く、EUでは希少疾患の患者のうち30%が5歳を迎えずに亡くなる。また、EUでは希少疾患の患者のおよそ半数が18歳未満である。発症が遅いほど軽度である傾向があるが、何千種類もの希少疾患がある中で、成人発症で重度の疾患も存在する。
治療法がなく、寿命に影響を与える疾患が多い。治療法が承認されているのは1%に満たないとも述べられる。しかし、診断できれば対症療法が知られている疾患は医学の発展により増えつつある。

## 分類
あまりにも疾患の数が大きく、それぞれの患者数が小さく、完全な一覧を作ることは不可能である。新生児の段階で診断にかけられる時間なく死亡するもの、SIDSといったように、明確な原因が不明のまま不意に死亡するものは、SIDSがそうであるように現象として見た場合の病名となることがある。各機関による疾患総数の解釈としては、EURORDISによると6000疾患を超える、en:NORDによるとおよそ6800疾患、アメリカ国立衛生研究所によるとおよそ7000疾患、スペインの研究機関CIBERERによるOrphanetの疾患データベースについての記述としておよそ9000疾患と述べられている。
稀少疾患のデータベースとしては、en:Orphanetが知られている。希少疾患のうち80%を占める遺伝性の疾患に限っては、en:OMIMに医学研究目的のデータベースが構築されている。OMIMへの参照を含む形で、日本における研究目的のデータベースとして遺伝性の希少疾患に限ってKEGGがある。Orphanetに登録されている希少疾患の多くが、疾病及び関連保健問題の国際統計分類の更新へと取り込まれ、ICD-11は、コモンディジーズだけでなく希少疾患も対象とした分類基準となることがアナウンスされている。

## 関連イベント
- 世界希少・難治性疾患の日
- アイス・バケツ・チャレンジ